# Johann Gottlieb Janitsch
Johann Gottlieb Janitsch (* 19. Juni 1708 in Schweidnitz, Herzogtum Schweidnitz; † um 1763 in Berlin) war ein deutscher Komponist.

## Leben

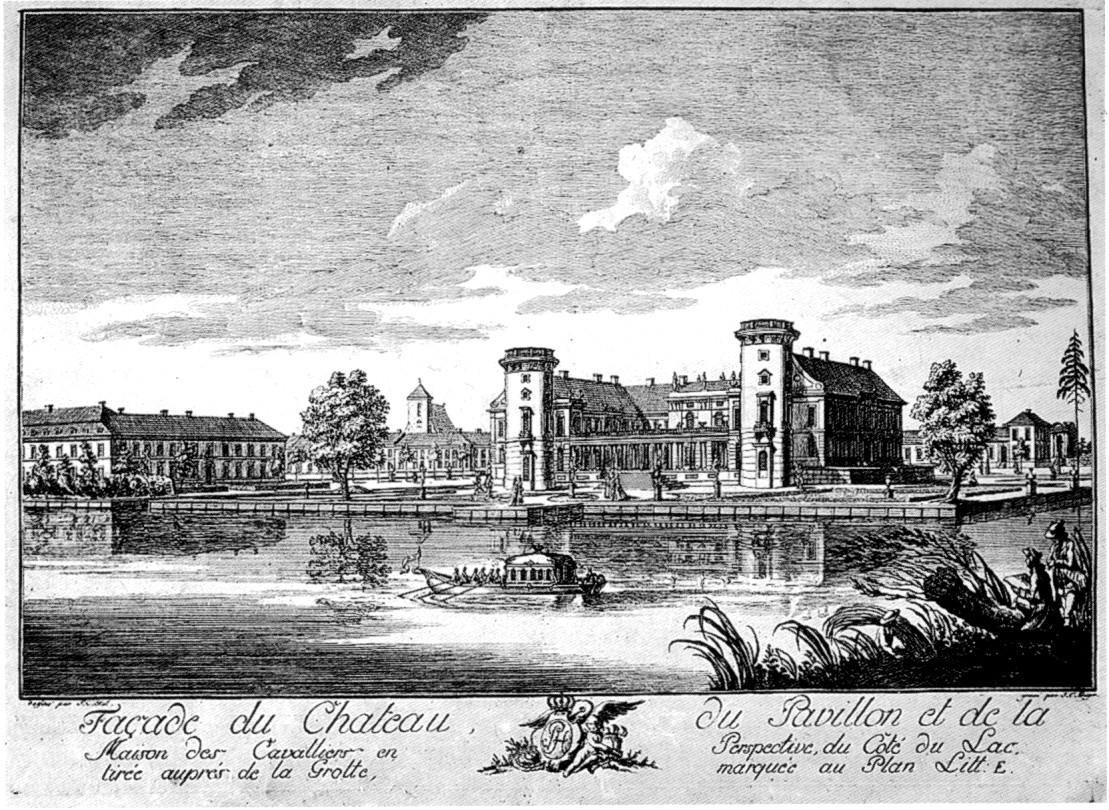
Schloss Rheinsberg um 1740

Johann Gottlieb Janitsch, der einer bürgerlichen Familie entstammte, erhielt seine erste musikalische Ausbildung an der Lateinschule seiner Heimatstadt, der Dreifaltigkeitsschule. Im nahegelegenen Breslau konnte er bei Musikern der dort anwesenden Kurmainzer Hofkapelle seine musikalischen Kenntnisse erweitern. Auf Wunsch seines Vaters studierte er von 1729 bis 1733 Jura an der Universität Frankfurt an der Oder. Hier erhielt er erste Aufträge, Serenaden und Festmusiken zu schreiben. 1733 wurde er Sekretär des Kriegsministers Franz Wilhelm von Happe (1684–1760). Ab 1736 war Janitsch Kammermusiker bei Kronprinz Friedrich in Schloss Rheinsberg. Hier veranstaltete er mit Genehmigung des Kronprinzen die sogenannten „Freitagsakademien“, in denen auch das Bürgertum in den Genuss von Werken der Hofkapelle kam. Als zu den „ersten Capellbediensteten“ der neu gegründeten Berliner Hofkapelle gehörend, war er ab 1740 Kontraviolonist bei einem Gehalt von 350 Talern. In Berlin setzte er die Rheinsberger Konzerttradition in Form eines wöchentlichen Konzertes fort, bei denen Königliche, Prinzliche, Markgräfliche Kammer- und andere geschickte Privatmusicis und Liebhabern öffentlich musizierten. Diese Musikvereinigung war die erste einer ganzen Reihe von ähnlichen Organisationen, die nach 1750 in Berlin entstanden. Janitsch setzte somit den Anfang des sich Loslösens vom höfischen hin zum bürgerlichen Konzertgeschehen.
1749 heiratete Janitsch Johanna Henriette Eymer, Adoptivtochter des Hofrats und Bürgermeisters Albrecht Emil Nicolai.
Janitschs Werke entsprechen dem galanten und empfindsamen Stil der ersten Hälfte des 18. Jahrhunderts. Bis in die 1740er Jahre komponierte er überwiegend viersätzige Triosonaten in Form der Sonata da Chiesa (langsam-schnell-langsam-schnell), ab 1750 fast ausschließlich dreisätzige Werke in Form von Quartetten (3 Oberstimmen und B. c.) in unterschiedlich zusammengestellten Streich- und Bläserbesetzungen. Viele Werke wurden bereits zu Lebzeiten Janitschs vom Verlag Breitkopf gedruckt. Zahlreiche Manuskripte Janitschs werden, nachdem sie 1999 vom Zentralen Staatsarchiv – Museum für Literatur und Kunst in Kiew zurückgegeben wurden, wieder im Archiv der Sing-Akademie zu Berlin als Depositum in der Staatsbibliothek zu Berlin aufbewahrt.
Der Komponist Johann Wilhelm Hertel äußerte sich über 20 Jahre nach Janitschs Tod: „Er war ein guter Contrapunktist und seine Quartetten sind noch zur Zeit die besten Muster dieser Art.“

## Werke (Auswahl)

### Vokal
- Kantate „Che debbo rimirar“
- Trauermusik für Professor Samuel Strimesius, 1730
- Trauermusik für Staatsminister Knyphausen, 1731
- Abendmusik für Rektor Professor Heinecius, um 1731
- Hochzeitskantate für den Markgrafen von Bayreuth mit der Prinzessin Wilhelmine von Preußen, 1731
- Te Deum, für die Grundsteinlegung der katholischen Sankt Hedwigs Kirche in Berlin (1747)
- 3 Serenaden, Frankfurt an der Oder (14. November 1729, 26. Dezember 1731, März 1732)
- Eine Krönungsmusik für Friedrich Adolf von Schweden wurde lange Zeit Janitsch zugewiesen, inzwischen liegt ein Autograf von Johan Helmich Roman vor.

(Quelle:)

### Instrumental
- Op. 1: 3 Sonate da Camera a quattro Stromenti (Berlin, 1760)
- Ouvertüre für 2 Flöten, Streicher und B. c.
- Op. 3: Sonata da Camera in B-Dur für Blockflöte, zwei Oboen und B. c.
- Zahlreiche Sinfonien, zumeist für Streicher und B. c., teilweise mit 2 Hörnern.
- Etwa 35 Kirchen- und Kammersonaten (Triosonaten) für zwei Melodieinstrumente und B. c. blieben erhalten.
- Weitere 40 Sonate da Chiesa und da Camera (Quartettsonaten) für drei Melodieinstrumente und B. c. blieben erhalten.
- Einige Werke für Clavier und Orgel.